# Аменердіс I
Аменердіс I (д/н — бл. 700 до н. е.) — давньоєгипетська діячка, дружина бога Амона у 714—700 роках до н. е.

## Життєпис
Походила з XXV династії. За походженням була кушиткою. Донька фараона Кашти та Пебатжми. Про молоді роки нічого невідомо. після остаточного підкорення її братом Шабакою Верхнього Єгипту та значної частини Нижнього Єгипту, останній примусив Шепенупет I, Дружину бога Амона, вдочерити Аменердіс.
Після смерті своєї названої матері близько 714 року до н. е. стає новою Дружиною бога Амона. На той час помер осоркон, верховний жрець Амона. В результаті Аменердіс I об'єднала усю жрецьку владу, фактична стала верховним жрецем Амона. також керувала Фівами та усією областю.
Керувала Фівами до 700 року до н. е., з 704 року до н. е. разом з небожем Гаремахетом (сином фараона Шабаки), що став верховним жерцем Амона. Невдовзі до самої смерті вдочерила свою небогу Шепенупет II (доньку фараона Піанхі).
Поховано у некрополі Медінет Абу (на західному берегу Ніла). Її зображення знаходиться в Карнакському храмі.

## Память
На честь Аменердіс названо кратер на Венері.